# 谷關七雄山難事件
谷關七雄山難事件是指歷年來在台灣台中市和平區的谷關七雄所發生的一系列山難事件，事件後續引發山難救助事宜等之相關討論。

## 八仙山步道

### 郭姓男子山難
2020年6月17日，55歲的郭姓男子跟隨登山隊攀登八仙山三角點，下午4點不小心跌倒後失去呼吸心跳，隊員趕緊打電話求救，消防人員從裡冷林道進入救援，晚間9點多確認郭姓男子已死亡，之後連夜將遺體搬運下山。

### 李姓男子山難
2020年10月9日，當日是國慶連假首日，1名62歲的李姓男子與8名山友攀登八仙山，剛到步道1公里時突然昏倒，山友趕緊打電話求救，台中市消防局在上午9時11分獲報後趕往現場，上午10時15分接觸時李姓男子已無呼吸心跳，之後進行CPR搶救，但還是不治死亡，遺體在中午左右搬運到八仙山登山口。

### 江姓男子山難
2022年2月27日，二名男子攀登八仙山，其中61歲的江姓男子在登山步道3.1公里叉路口失去呼吸心跳，另一名男子打電話求救，消防隊員上山後使用自動體外心臟去顫器判定不建議電擊，之後使用自動心肺復甦機搶救30分鐘後仍然沒有生命跡象，立即搬運到登山口，之後家屬放棄急救，交由員警處理。

### 蔡姓男學生山難
2022年5月8日，10名台大登山社成員到台中溯溪，到佳保溪與十文溪匯流處，往十文溪方向約260公尺處時，蔡姓男學生不小心摔落到一旁邊坡下方約30公尺處的溪中，當場失去生命跡象，同行社員立即下去將他救起，並打電話求救，30分鐘後搜救人員到場評估蔡姓男學生沒有生命跡象，立即實施CPR、LMA等急救措施，並與一行人於5時左右將蔡姓男學生搬運到八仙山旅客服務中心停車場，再由救護車送到東勢農民醫院急救，當晚不治死亡。

### 周姓男子山難
2024年12月14日，高雄57歲周姓男子與友人等共十五人攀登八仙山，在步道5.3公里處患有高血壓等心血管疾病的周姓男子疑天冷突發心因性休克，同行山友中有護理人員，見周姓男子倒下立即施以急救，台中市消防局在下午1時53分獲報也上山搜救，但搜救人員到場時，周姓男子已明顯死亡，隨後將周姓男子遺體運下山，暫存殯儀館。

## 馬崙山步道

### 廖姓男子山難
2022年1月1日元旦，台中市64歲的廖姓男子與16名山友攀登馬崙新山線步道，上午9點多在步道3.6公里處感覺身體不適、心臟痛，嘔吐後出現瀕死性呼吸、喘不過氣，接著就昏倒，山友報警求救，救護人員在中午12點多接觸廖姓男子，急救後仍沒有生命跡象，下午3點多，由救護車送到東勢農民醫院，急救後仍不治死亡。

### 粘姓台鐵員工山難
2022年7月14日，台鐵彰化站員工粘姓男子清晨從彰化出發登馬崙山後失聯，家屬請求救援，並懸賞五十萬尋人，也尋求「跑山獸」捷克籍台灣女婿羅培德(Petr Novotny)搜救，最後羅培德在7月19日上午十一點左右，在馬崙溪瀑布下方水潭尋獲粘姓男子遺體，羅培德妻子羅勃．依婉研判粘男姓男子可能迷途要找路下山，因溪谷有多處濕滑峭壁，不小心滑倒發生意外。7月20日上午6時07分搜救人員前往粘男陳屍地點，10時40分將粘姓男子遺體吊掛上直升機並降落東勢河濱公園，交由家屬運送至彰化殯儀館，後續將交由警方處理。

### 葉姓男子山難
2023年7月2日，新竹的34歲葉姓男子與2名友人上午8點多攀登馬崙山，中午12點左右攻頂後下山，回程時葉男因腳程較快走在前面，友人曾在4.8公里的涼亭看到葉男在整理進沙的鞋襪，並相約下午2點半在停車場碰面，可是2名友人下午2點40分回到停車場，一直到下午4點半都沒看到葉男回來，友人趕緊報案，台中市防消局獲報後馬上派員上山搜救，之後於7月5日上午約11點左右在0.8公里的地方下面約500公尺深的十文溪河床發現葉男遺體，研判不小心跌落，遺體下午由空勤總隊運送至東勢河濱公園，交由警方與家屬處理。

## 屋我尾山步道

### 徐姓男子山難
2014年5月18日，台南市早覺登山會一行35人，早上搭乘遊覽車到台中谷關，接近中午時攀登屋我尾山，下午2時許，62歲的徐姓男子因弟弟抽筋，回頭想去關心時，因天雨路滑不小心掉落5公尺深步道，造成顱內出血，當場失去呼吸心跳，救難人員獲報後於下午4時扺達，確認徐姓男子已死亡。

### 宋姓男子山難
2023年12月03日，一名宋姓男子上午攀登屋我尾山時，在步道3.8K處突然倒地無呼吸心跳，山友發現後打電話求援，台中市消防局11時57分接獲報案後立即派員前往，並同步申請空勤直升機支援，下午13時49分吊掛成功，14時05分降落東勢河濱公園由隊救護車送醫救治，但仍不治死亡。

## 波津加山步道

### 呂姓婦人山難
2014年9月27日，一名年近50歲的呂姓婦人與先生、女兒及家族晚輩共6人一起攀登波津加山，登頂後體力好、腳程快的呂姓婦人先下山，宋姓丈夫與其他家族晚輩，傍晚5時回到登山口，沒看見呂姓婦人，找了近3小時還找不到而報案，29日下午救難人員在捎來登山步道800公尺處，發現呂姓婦人的遺體卡在樹幹上，救難人員判斷呂姓婦人應該是從上方200公尺高的地方不小心跌落。因為救難人員在搜救過程中，有好幾個人遭虎頭蜂螫傷，呂姓婦人遺體周圍也有幾個虎頭蜂窩，所以懷疑呂姓婦人可能是為了躲避虎頭蜂才不小心跌落山谷。

### 陳姓軍法官山難
2018年12月20日，隸屬於航特部歸仁營區的46歲陳姓軍法官獨自攀登波津加山，直到深夜仍未返家，他的妻子撥打電話也找不到人，於是立刻報案協尋。搜救人員於22日下午在波津加山步道3.2公里下方400公尺處的河床尋獲陳男遺體。

## 東卯山步道

### 楊姓男子山難
2016年8月28日，48歲的楊姓男子與登山隊一起攀登東卯山，中午走到三角點時，疑似心臟病發休克，同行山友立即實施CPR急救，並打電話求救，救援人員於下午2時57分時將楊姓男子吊掛上直升機，但楊姓男子已無呼吸心跳，降落東勢河濱公園後，轉送東勢農民醫院，但到院前已死亡。

### 林姓男子山難
2021年10月31日，林姓夫妻攀登東卯山，中午在步道5公里處，49歲的林姓男子突然昏倒，剛好1名護理師路過見狀幫忙，評估林姓男子疑似瀕死性呼吸，立即實施CPR急救，並打電話求援，下午4點55分，搜救人員抵達東卯山3.5公里位置，因林姓男子還沒恢復呼吸心跳，所以搜救人員使用擔架運輸車並架設自動心肺復甦機持續急救，下午6點半抵達登山口，由救護車將林姓男子送往東勢農民醫院治療，但林姓男子到院時已明顯死亡。

## 唐麻丹山步道

### 黃姓男子山難
2018年8月4日，53歲的黃姓男子早上跟隨80多人的登山團，分乘2輛遊覽車到台中市和平區，攀登唐麻丹山，下午1點半走到1.5公里處時突然暈倒，同行山友見狀趕緊實施CPR急救，並打電話求救，搜救人員於下午2點半接觸黃姓男子，並利用自動心肺復甦機持續急救，但黃姓男子仍不治死亡。